# Franklin (Peanuts)
Pour les articles homonymes, voir Franklin.
Franklin Armstrong est le premier personnage noir américain du comic strip Peanuts.
Il y apparaît grâce à Harriet Glickman, une professeur de Los Angeles, qui écrit à Charles Schulz en lui demandant d'introduire un personnage noir dans Peanuts. Schulz révèle qu'un éditeur lui a dit « Cela m'est égal qu'un de vos personnages soit noir, mais s'il vous plaît, ne montrez pas les autres enfants avec lui à l’école » (I don't mind you having a black character, but please don't show them in school together). Schulz déclara qu'il n'avait jamais répondu à cet éditeur. 
Franklin rencontre Charlie Brown à la plage le 31 juillet 1968. Il lui rend la balle que sa sœur Sally avait lancée dans la mer. Ils discutent de leur famille et feront un château de sable. Franklin est réfléchi et intelligent, il a une passion pour le hockey sur glace et fait partie de l'équipe de baseball de Peppermint Patty.
Franklin apparaîtra pour la dernière fois en 1999.